# Emblyna zaba
Emblyna zaba là một loài nhện trong họ Dictynidae.
Loài này thuộc chi Emblyna. Emblyna zaba được miêu tả năm 1942 bởi Barrows & Wilton Ivie.